# Aberdare
Aberdare, in gallese Aberdâr (31 705 abitanti nel 2001), è una comunità del Galles, nel distretto di contea di Rhondda Cynon Taf e, fino al 1996, facente parte della contea storica di Mid Glamorgan.
È situata sul fiume Cynon, 35 km a nord-ovest di Cardiff.

## Storia ed economia
Fino al XIX secolo era solo un villaggio di agricoltori ma già dai primi dell'Ottocento l'industria dell'estrazione del carbone ebbe un rapido sviluppo, l'estrazione del carbone passò dalle 177 000 tonnellate del 1844, alle 477 000 tonnellate del 1850.
Dopo la seconda guerra mondiale vi fu un rapido declino dell'industria estrattiva, le ultime due piccole miniere di carbone che rimasero operative furono Aberaman e Fforchama, finché anche queste due furono chiuse in modo definitivo, rispettivamente, nel 1962 e nel 1965.
Oggi la città rimane comunque un centro industriale ma che si è riconvertito verso altri settori, nonostante ciò prosegue il lento ed inarrestabile declino demografico dovuto alla crisi del settore industriale.
Attività economiche: estrazione del carbone; industrie elettrotecniche, siderurgiche, della gomma.

## Amministrazione

### Gemellaggi
- Montélimar
- Slagelse
- Ravensburg